# Happy to You
Happy to You è il terzo album in studio dei Miike Snow, pubblicato il 13 marzo 2012 tramite le etichette Downtown Records e Republic Records.

## Tracce

### Edizione standard
1. Enter The Joker's Lair – 3:28
2. The Wave – 3:43
3. Devil's Work – 3:55
4. Vase – 3:40
5. God Help This Divorce – 4:32
6. Bavarian #1 (Say You Will) – 4:02
7. Pretender – 3:33
8. Archipelago – 4:05
9. Black Tin Box (feat. Lykke Li) – 5:33
10. Paddling Out – 3:37

### Edizione deluxe
1. Enter The Joker's Lair – 3:28
2. The Wave – 3:43
3. Devil's Work – 3:55
4. Vase – 3:40
5. God Help This Divorce – 4:32
6. Bavarian #1 (Say You Will) – 4:02
7. Pretender – 3:33
8. Archipelago – 4:05
9. Black Tin Box (feat. Lykke Li) – 5:33
10. Paddling Out – 3:37
11. Garden – 3:50
12. No Starry World – 4:12
13. Devil's Work" (Alex Metric Remix) – 5:35
14. Paddling Out" (Wolfgang Gartner Remix) – 6:08
15. Devil's Work" (Ruben Haze Remix)
16. The Wave" (Style Of Eye Remix)
17. Paddling Out" (Jacques Lu Cont Remix)